# Benjamin C. Robinson
Benjamin C. Robinson (* 19. oder 20. Jahrhundert) war in den 1940er-Jahren ein US-amerikanischer Ingenieur bei 20th Century Fox Laboratory. 1946 wurde er für seine Arbeit mit einem Technical Achievement Award ausgezeichnet.

## Leben
Im Jahr 1946 wurde Robinson zusammen mit Michael S. Leshing, Arthur B. Chatelain und Robert C. Stevens (alle von 20th Century Fox) sowie John G. Capstaff (von Eastman Kodak Company) mit einem Technical Achievement Award ausgezeichnet für die Entwicklung einer Maschine zur Filmentwicklung für 20th Century Fox („for the 20th Century Fox film processing machine“).

## Auszeichnung
- 1946: Technical Achievement Award, Klasse III